# Convent de les Saleses Reials
El convent de la Visitació de Nostra Senyora o Institut de Sant Francesc de Sales, més conegut com Saleses Reials, va ser un convent i una església de Madrid, fundat el 1748, per la reina Maria Bàrbara de Bragança per a establir-hi el primer convent de l'Orde de la Visitació a Espanya, i un col·legi i residència per a joves noies de la noblesa. Actualment compleix les funcions d'església i parròquia i els edificis del convent i el col·legi han estat ocupats pel Tribunal Suprem.
El convent va ser dissenyat pel francès François Carlier, encara que a causa d'un viatge a Parma, va ser Francisco Moradillo qui el va portar a terme, modificant el projecte original en incloure dues torres de campanar.
La mort de la reina no va suposar un canvi per al convent, que va seguir comptant amb grans patrocinadors que l'embelliren. Quan en 1870 les Saleses foren exclaustrats, el convent es va destinar a Palau de Justícia, on es va establir el Tribunal Suprem, encara que l'església va continuar oberta al culte, que va eventualment va esdevenir una parròquia amb advocació a Santa Bàrbara.
Al segle xx, el ja Palau de Justícia va patir dos grans incendis que van afectar les antigues dependències conventuals. La restauració la va realitzar Joaquín Roji, que va obtenir un premi a l'Exposició Nacional de Belles Arts de 1926, però que, tanmateix, va trencar la unitat arquitectònica entre el palau i l'església al modificar la decoració exterior. Les escalinata que accedeix a la portada va ser realitzada en 1930 per Miguel Durán en obrir la nova carrer Barbara de Braganza. De 1963 a 1977 va ser la seu del Tribunal d'Ordre Públic franquista.
A l'interior de l'església es conserva el monument funerari de Ferran VI d'Espanya i Bárbara de Braganza, que van ser enterrats allà, encarregats per Carles III a Francesco Sabatini i l'escultor Francisco Gutiérrez.